# Années 390
Les années 390 couvrent la période de 390 à 399.

## Événements

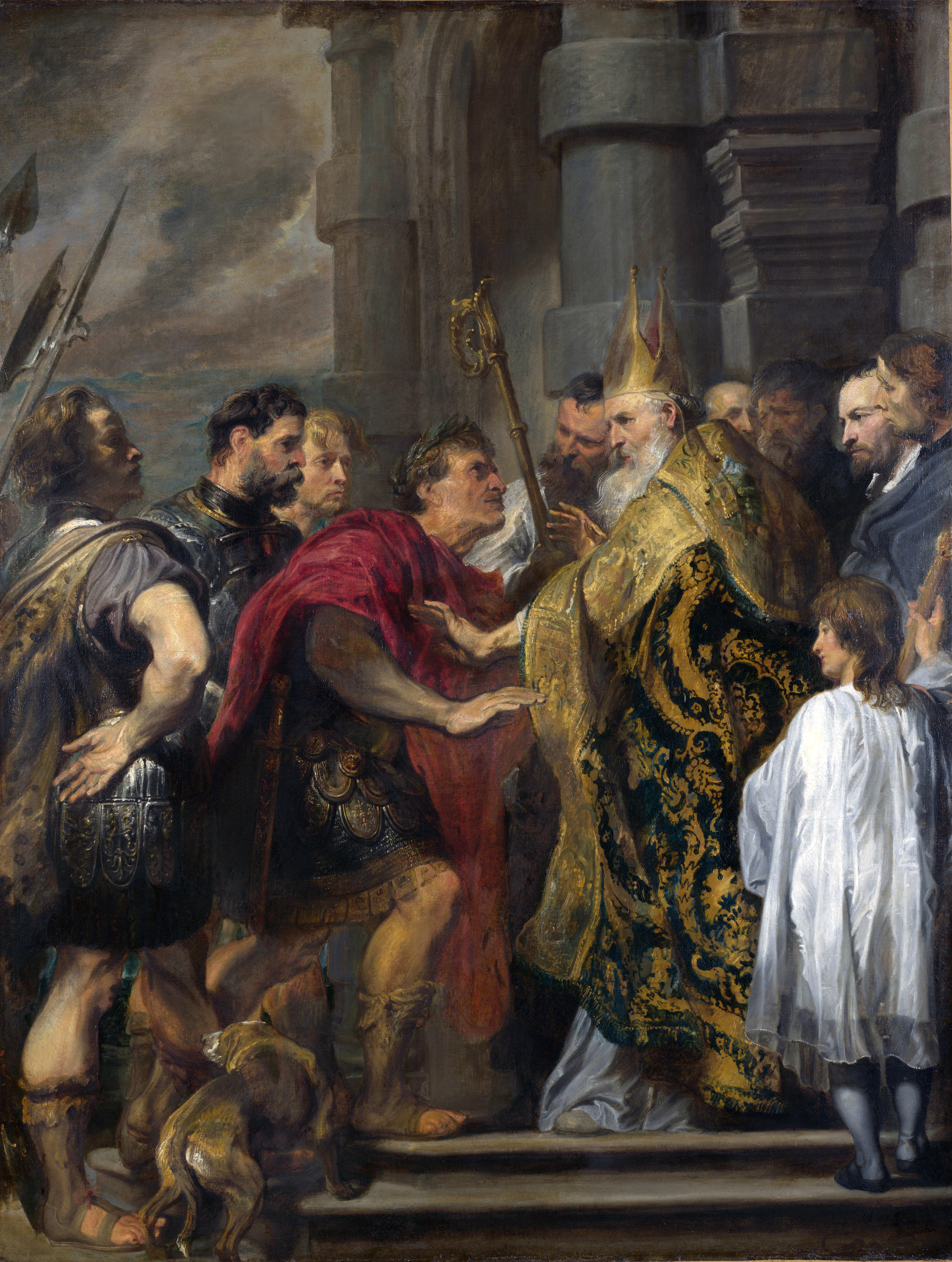
Saint Ambroise interdit l'entrée de l'Église à Théodose, toile de Antoine Van Dyck, XVIIe siècle

- 390 : massacre de Thessalonique. Théodose Ier doit faire pénitence pour avoir ordonné la répression sanglante d'une émeute à Thessalonique[1].
- 391-394 : Théodose Ier impose une législation abolissant les cultes païens et interdisant tout comportement païen dans l'Empire. Il interdit toutes les manifestations religieuses païennes (écoles philosophiques d’Athènes, Jeux olympiques, mystères d'Éleusis, etc.)[2].
- 392-394 : usurpation d'Eugène en Occident[3].
- 394 : bataille de la rivière froide[4].

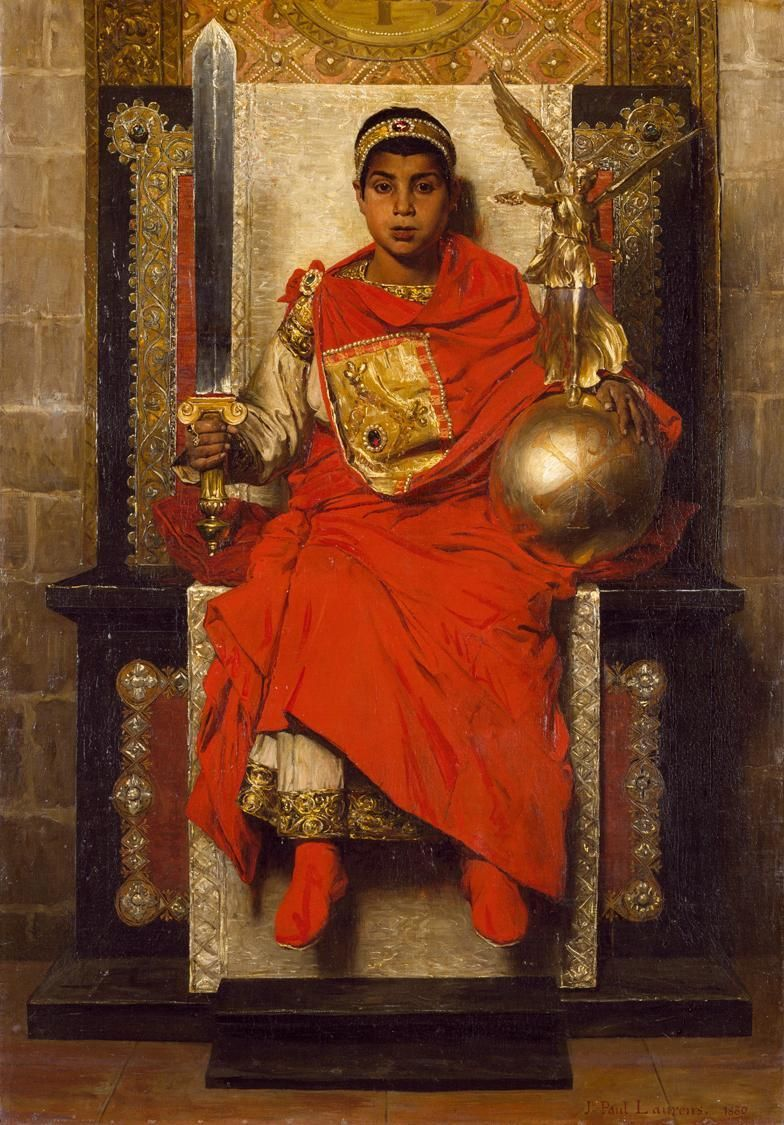
L'empereur Honorius, vu par Jean-Paul Laurens en 1880,

- 395 : partition de l'empire romain. Un général vandale, Stilicon, est le tuteur des deux jeunes souverains, Arcadius en Orient et Honorius en Occident[3]. Il renouvelle les traités avec les Francs et les Alamans pour défendre la frontière du Rhin (396)[5] tandis que les Huns envahissent l'empire romain en Mésie et en Asie mineure[6].
- 395-397 : révolte des fédérés Wisigoths d’Alaric Ier qui ravagent les Balkans et la Grèce[7].
- 396 : les Huns occupent les plaines roumaines et la Pannonie[8].
- Vers 397 : l'évêque briton Ninian fonde l’église de Candida Casa, à Whithorn en Écosse, première mission chrétienne au-delà du mur d'Hadrien[9].
- 397-398 : révolte de Gildon en Afrique[3].
- Vers 390 : le royaume d'Aksoum est à l’apogée de sa puissance sous le règne de Ouazebas et de ses successeurs[10]

## Personnages significatifs
- Alaric Ier
- Ambroise de Milan
- Anastase Ier (pape)
- Arbogast (général romain)
- Augustin d'Hippone
- Eugène (usurpateur romain)
- Flavius Eutropius
- Flavius Honorius
- Flavius Arcadius
- Gildon
- Jean Chrysostome
- Théodose Ier